# Flaming Star
Flaming Star is een Amerikaanse western uit 1960 onder regie van Don Siegel, met Elvis Presley in de hoofdrol. Publiciteitsfoto's voor de film werden door Andy Warhol gebruikt om zeefdrukken van Presley te vervaardigen.

## Verhaal
Pacer Burton woont vlak na de Amerikaanse Burgeroorlog in de staat Texas op een boerderij met zijn ouders. Zijn rustige leven wordt verstoord, wanneer een Kiowastam naburige boerderijen gaat aanvallen. Tijdens die conflicten wordt Pacer, die zelf een halfbloed is, meegesleurd in een kluwen van geweld. 

## Rolverdeling
| Acteur          | Personage      |
| --------------- | -------------- |
| Elvis Presley   | Pacer Burton   |
| Barbara Eden    | Roslyn Pierce  |
| Steve Forrest   | Clint Burton   |
| Dolores del Río | Neddy Burton   |
| John McIntire   | Sam Burton     |
| Rodolfo Acosta  | Buffalo Horn   |
| Karl Swenson    | Dred Pierce    |
| Ford Rainey     | Doc Phillips   |
| Richard Jaeckel | Angus Pierce   |
| Anne Benton     | Dorothy Howard |
| L.Q. Jones      | Tom Howard     |
| Douglas Dick    | Will Howard    |
| Tom Reese       | Jute           |
| Miriam Goldina  | Ph'sha Knay    |
| Monte Burkhart  | Ben Ford       |